# Crassicrus tochtli
La tarántula de patas anchas de Los Tuxtlas (Crassicrus tochtli) es un arácnido de la familia Theraphosidae del orden Araneae. Fue descrita por Candia-Ramírez y Francke en 2017.

## Clasificación y descripción
El nombre de género Crassicrus tiene su raíz del latín crass que significa “ancho” y crus “pata”. El nombre específico tochtli es un sustantivo en aposición de la lengua náhuatl, que es de la que proviene el nombre de “Los Tuxtlas”, por ser la región donde se colectaron los ejemplares. La palabra “tochtli” significa “conejo”.
El carapacho es de color café oscuro, la región cefálica es de coloración más oscura; superficie cubierta por numerosas sedas negras pequeñas, dirigidas hacia el borde; en la región cefálica las sedas se dirigen hacia el tubérculo ocular. El borde del carapacho cubierto de sedas grisáceas, que en la parte más externa están intercaladas con sedas de tonalidad violácea, de las que sobresalen pequeñas sedas espiniformes gruesas, que en la región posterior de la pata III se vuelven más abundantes.
Carapacho de forma semi-cordada, más ancho a la altura de la coxa II; sin protuberancias pronunciadas; caput ligeramente elevado. Margen anterior del carapacho cubierto de sedas negruzcas, delgadas intercaladas con sedas más gruesas que se dirigen antero-prolateralmente. Quelíceros más largos que anchos, color café, superficie cubierta por sedas grisáceas; en la región dorso-prolateral hay sedas finas y delgadas de color cobrizo, las cuales están intercaladas con sedas azuladas gruesas.
Retromargen del quelícero izquierdo con 15 dientes, retromargen del quelícero derecho con 14 dientes. Labio más ancho que largo, de coloración anaranjada, superficie cubierta por pequeñas sedas café oscuro que están intercaladas con sedas más largas, con 58 cúspulas en la región anterior. Maxilas amarillentas, más largas que anchas, maxila izquierda con 171 cúspulas, derecha con 148 cúspulas en la región baso-prolateral. Esternón amarillento, más largo que ancho, totalmente convexo, con un borde que se vuelve ligeramente más estrecho entre las coxas, margen posterior no extendiéndose entre las coxas IV. Superficie cubierta por numerosas sedas negras pequeñas de las que sobresalen sedas más largas; sigilas no visibles.
Todos los segmentos de las patas son de color café naranja. Superficie de todos los segmentos cubierta por sedas pequeñas, finas y negruzcas, de las que sobresalen sedas negras más largas y gruesas. Superficie prolateral de las coxas I-IV cubierta por sedas espiniformes cónicas que cerca del borde ventral se vuelven más grandes y gruesas. Superficie retrolateral superior de maxilas y coxas I-III cubierta por sedas espiniformes cónicas pequeñas y poco abundantes. Coxas y trocánteres presentan algunas sedas de tonalidades violáceas en la región dorsal. Patelas y tibias con dos líneas longitudinales de color grisáceo.
Opistosoma con la superficie cubierta por sedas pequeñas negras y delgadas que están intercaladas con sedas café oscuro más largas y gruesas. Debajo de las sedas negras se asoma pubescencia de color cobrizo que corresponde al parche de sedas urticantes mismas que son tipo I.

## Distribución
Esta especie solo se ha encontrado en México en el estado de Veracruz.

## Hábitat
Se tienen poca información sobre su habitat pero se sabe que pueden hacer madrigueras de hasta 25 cm de profundidad con la entrada cubierta por tela y en lugares con alto grado de conservación.

## Estado de conservación
No se tiene datos suficientes sobre sus poblaciones, sin embargo no se encuentra dentro de ninguna categoría de riesgo en las normas nacionales o internacionales.